# Movimiento Tuidang

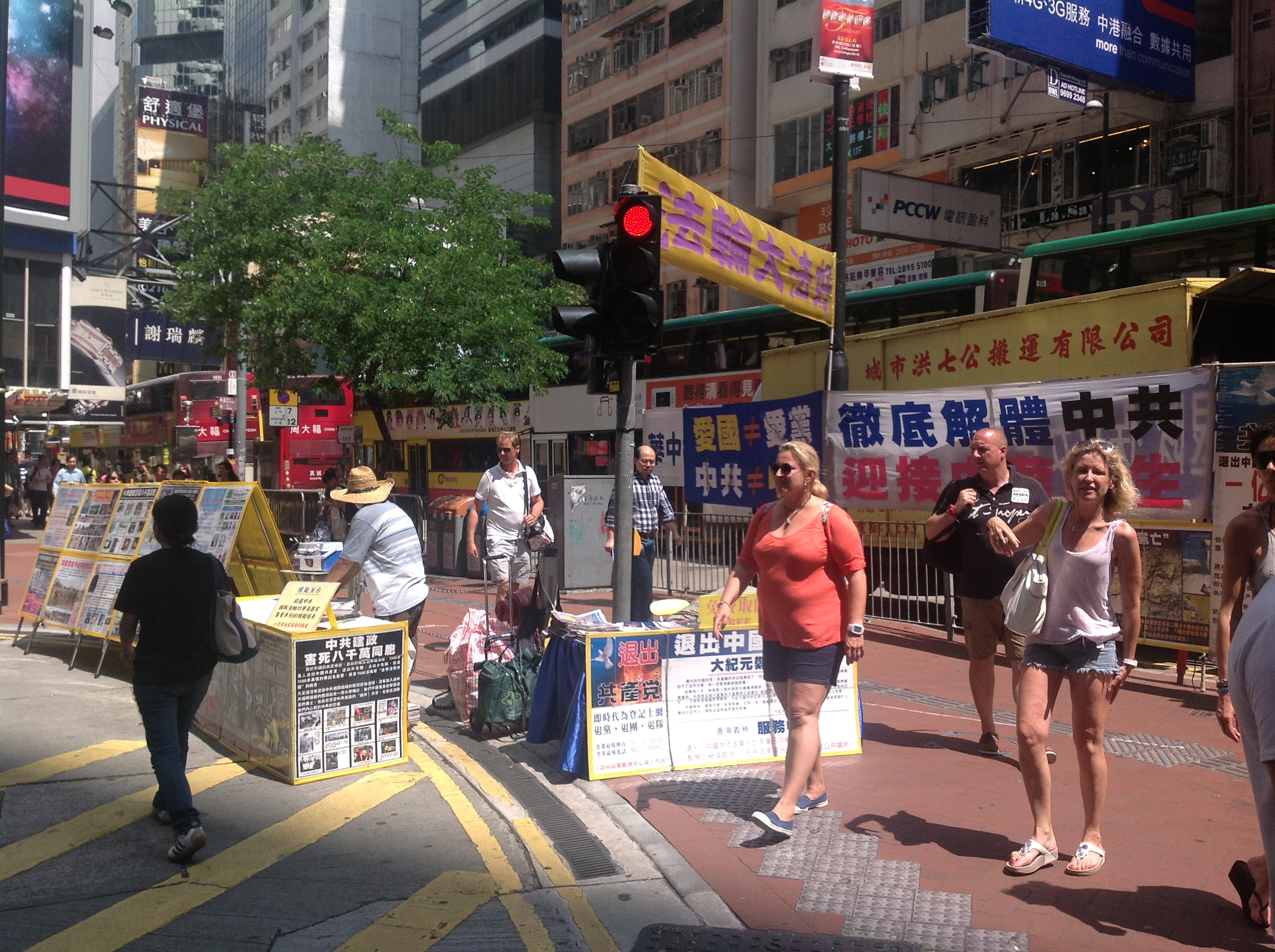
El Centro de Servicio de Tuidang, fuera de la estación Causeway Bay, en Hong Kong

El movimiento Tuidang (退黨 運動 / 退党 运动; Tuìdǎng yùndòng) es un fenómeno de disidencia china que comenzó a fines de 2004. El movimiento, cuyo nombre se traduce literalmente como "renunciar al partido comunista", sigue a la publicación de la serie editorial "Los Nueve Comentarios sobre el Partido Comunista" (Jiuping Gongchandang) en el periódico chino La Gran Época con sede en Estados Unidos. (nombre chino: Dajiyuan). La serie es un folleto histórico sobre el Partido Comunista Chino y se centra en su pasado de represión política, sus mecanismos de propaganda y sus ataques a la cultura tradicional y los sistemas de valores. Poco después de la publicación de los Nueve Comentarios, La Gran Época comenzó a publicar cartas de lectores que deseaban negar simbólicamente sus afiliaciones a organizaciones del Partido Comunista, incluida la Liga de la Juventud Comunista de China y los Jóvenes Pioneros. Los participantes en el movimiento incluyen disidentes políticos, abogados, intelectuales, diplomáticos y exmiembros de la policía o el ejército.

## Origen
El movimiento Tuidang, y la publicación de los Nueve Comentarios en particular, pueden verse en parte como una extensión de la resistencia a la brutal persecución sufrida por los practicantes de Falun Gong en China. Falun Gong es una práctica de qi gong con raíces comunes a las filosofías budistas y taoístas; se hizo muy popular en la década de 1990. Desde 1999, ha sufrido una severa persecución del Partido Comunista Chino (PCCh). A principios de la década de 2000, los practicantes con sede en los Estados Unidos crearon nuevas organizaciones para contrarrestar la hegemonía de los medios de comunicación chinos controlados por el Partido Comunista, y decidieron dar voz a la oposición. A través de estos nuevos medios, incluyendo La Gran Época y New Tang Dynasty Television, Falun Gong ha llegado a establecer una "alianza de medios de facto" con otros grupos disidentes chinos.
En su lucha contra el PCCh, La Gran Época publicó los Nueve comentarios sobre el Partido Comunista en noviembre de 2004, y comenzó a invitar a los lectores a abandonar el Partido. Hu Ping describe esta incursión en la política como una "progresión lógica" que resulta de la incapacidad de Falun Gong para poner fin a la persecución por otros medios, pero señala que la práctica en sí es de naturaleza apolítica: "Originalmente, Falun Gong centró sus críticas en Jiang Zemin, pero después de que dejó el cargo y el régimen de Hu Jintao se negó a rehabilitar a Falun Gong y continuó persiguiendo a sus practicantes, Falun Gong amplía su objetivo incluir a todo el régimen y al Partido Comunista... Sin embargo, este cambio, incluso si no es completamente natural, puede considerarse claramente razonable. Si algunas personas insisten en considerar a Falun Gong como política, solo puede ser en el sentido que Havel describió como la "política antipolítica".

## Los nueve comentarios sobre el partido comunista
Los Nueve Comentarios sobre el Partido Comunista es un libro que recopila nueve editoriales, y que presenta una historia crítica de la regencia del Partido Comunista, desde la campaña de rectificación de Yan'an hasta nuestros días. Explica en detalle eventos como las Campañas Tres Anti y Cinco Anti, el Gran Salto Adelante y la hambruna resultante, la Revolución Cultural, la destrucción y apropiación de las religiones, las manifestaciones de la plaza de Tiananmen en 1989, y la represión de Falun Gong, entre otros sujetos censurados en China continental.
Además de los hechos históricos, los Nueve Comentarios contienen largos pasajes que enfatizan la naturaleza y el carácter engañoso, violento e inmoral del Partido Comunista; Los autores sostienen que su filosofía "traiciona el Tao (Camino) y las leyes universales". A diferencia de otros movimientos disidentes chinos que apelan a los conceptos democráticos liberales, el movimiento Tuidang "usa claramente términos específicos del idioma y la cultura tradicional china". Más confucianistas que humanistas, [los Nueve Comentarios] se expresan apelando a las espiritualidades budista y taoísta. Por lo tanto, denunciar al partido no es solo un acto de activismo político, este acto asume un significado espiritual como un proceso de limpieza de la conciencia y reconexión con la ética y los valores tradicionales.»
Los Nueve Comentarios no recomiendan explícitamente un sistema político alternativo en China, ni ven el cambio institucional como la solución a los males del país. Este libro es similar a otros escritos de Falun Gong que, según el historiador Arthur Waldron, "apoyan remedios a las patologías del comunismo con respecto a los valores tradicionales chinos de honestidad y generosidad humana".»
El libro en sí ha recibido críticas mixtas en el mundo occidental. El historiador David Ownby escribe que "aunque los Comentarios contienen indudablemente algo de verdad, carecen de equilibrio y matices, y son similares a la propaganda anticomunista escrita en Taiwán en la década de 1950".

## Difusión en China
Se han enviado copias de los Nueve Comentarios a China desde el extranjero por correo electrónico, fax o correo postal. En febrero de 2006, la revista Forbes estimó que se habían enviado más de 172 millones de copias a China por estos medios. Un documental de la serie se transmite en China continental por satélite en el canal New Tang Dynasty Television. Internet también ha jugado un papel importante tanto en la distribución de copias de los Nueve Comentarios como en el intercambio de información que esta distribución generó.
Los activistas en China adoptan su propio método de difusión, como distribuir copias puerta a puerta o publicar lemas en lugares públicos. En las zonas rurales y en las ciudades del norte como Beijing, los partidarios de Falun Gong imprimen lemas a favor de Tuidang en los billetes. El Financial Times presentó un mensaje típico como, "El Partido Comunista Chino está condenado a ser destruido por los cielos, las vidas de quienes renunciaron al Partido Comunista se salvarán rápidamente".
Algunos observadores perciben el movimiento Tuidang como una consecuencia lógica del deterioro del clima social en China. Escándalos de salud, infiltración de grupos y familias por miembros del Partido Comunista, brutalidad policial, expropiaciones forzadas, mala gestión de desastres naturales como el terremoto de 2008 en Sichuan, la contaminación extremadamente alta de ríos y El aire, la política del hijo único, los arrestos sistemáticos y la tortura de cualquier opositor político aparecen como factores adicionales que agravan el sentimiento chino hacia los líderes del Partido.

## Saliendo de la fiesta
Después de la publicación de los Nueve Comentarios, el sitio web de La Gran Época comenzó a publicar cartas de lectores declarando su voluntad de cortar sus afiliaciones al Partido Comunista, la Liga de la Juventud Comunista y los Jóvenes Pioneros. El periódico creó un sitio web dedicado a esta causa, que presenta un formulario de declaración en línea. Por razones de seguridad personal, muchos participantes firman con un alias.
Tuìdǎng (退党) se refiere al proceso de emisión de una renuncia en chino, que se puede traducir como "retirarse de la fiesta" o "abandonar la fiesta". Sin embargo, muchos participantes sienten que renunciar al PCCh es un acto moral, que los distingue de la historia del PCCh contaminada con violencia y corrupción. Esta situación es análoga a la de un alemán que vive bajo el régimen nazi y declara que él o ella no apoya las acciones del partido nazi y que no forma parte del movimiento político. Según el académico Caylan Ford, el movimiento ofrece a los chinos un camino hacia el "consuelo, la redención moral y la libertad rompiendo sus lazos psíquicos y simbólicos con el Partido Comunista".
Desde enero de 2014, La Gran Época ha publicado más de 150 millones de nombres y alias de participantes en el movimiento Tuidang. Dada la naturaleza anónima de las declaraciones, estos números son difíciles de verificar. Sin embargo, dice Ethan Gutmann, “su significado es muy real. [Las declaraciones de Tuidang] son incuestionables gestos de rechazo por parte de ciudadanos chinos de todos los orígenes y creencias. Y aunque los números son tan poco confiables como en cualquier encuesta de Internet, creo que podemos decir con seguridad que están en millones."

## Participantes notables
Varios disidentes chinos conocidos se encuentran entre los participantes en el movimiento Tuidang: Wei Jingsheng, jefe del movimiento democrático de primavera de Beijing en 1978, abogados de derechos humanos como Gao Zhisheng, Guo Guoting y Zheng Enchong; y los desertores Chen Yonglin, Hao Fengjun y Li Fengzhi.
Otros participantes atrajeron la atención de los medios como Masha Ma, graduada de la Universidad de Toronto que abandonó el Partido Comunista después de ver un documental sobre la masacre de la Plaza Tiananmen y leer los Nueve Comentarios. También estaba Ding Weikun, de 78 años, un veterano del Partido Comunista en la provincia de Zhejiang, quien renunció a unirse al partido después de ser encarcelado por protestar por el acaparamiento de tierras por parte del gobierno local en su pueblo.

## Respuesta del partido comunista
Las autoridades del Partido Comunista y las agencias de seguridad pública respondieron al movimiento Tuidang con censura y medidas coercitivas, como el arresto de docenas de participantes Un estudio de 2005 realizado conjuntamente por investigadores de las universidades de Harvard, Cambridge y Toronto descubrió que las palabras relacionadas con el movimiento Tuidang eran las más censuradas en Internet en China. Una serie de editoriales publicados en marzo de 2011 en el periódico del Ejército Popular de Liberación buscaban refutar el hecho de que las demandas de los reformadores contenían inadvertidamente una admisión de que el movimiento Tuidang tenía el efecto de bajar la moral del ejército